# Astrophytum senile
Astrophytum senile (укр. Астрофітум старечий) — рослина з роду астрофітум родини кактусових. Статус виду обговорюється, деякі дослідники вважають його різновидом Astrophytum capricorne — Astrophytum capricorne var. senile

## Зовнішній вигляд

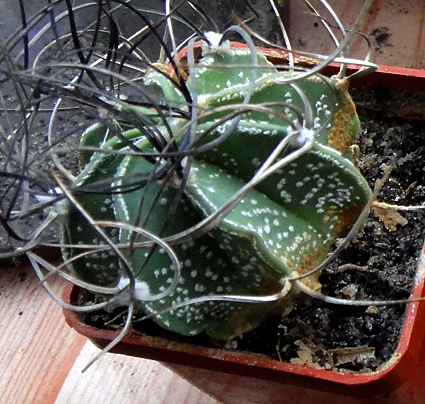
Молодий Astrophytum senile

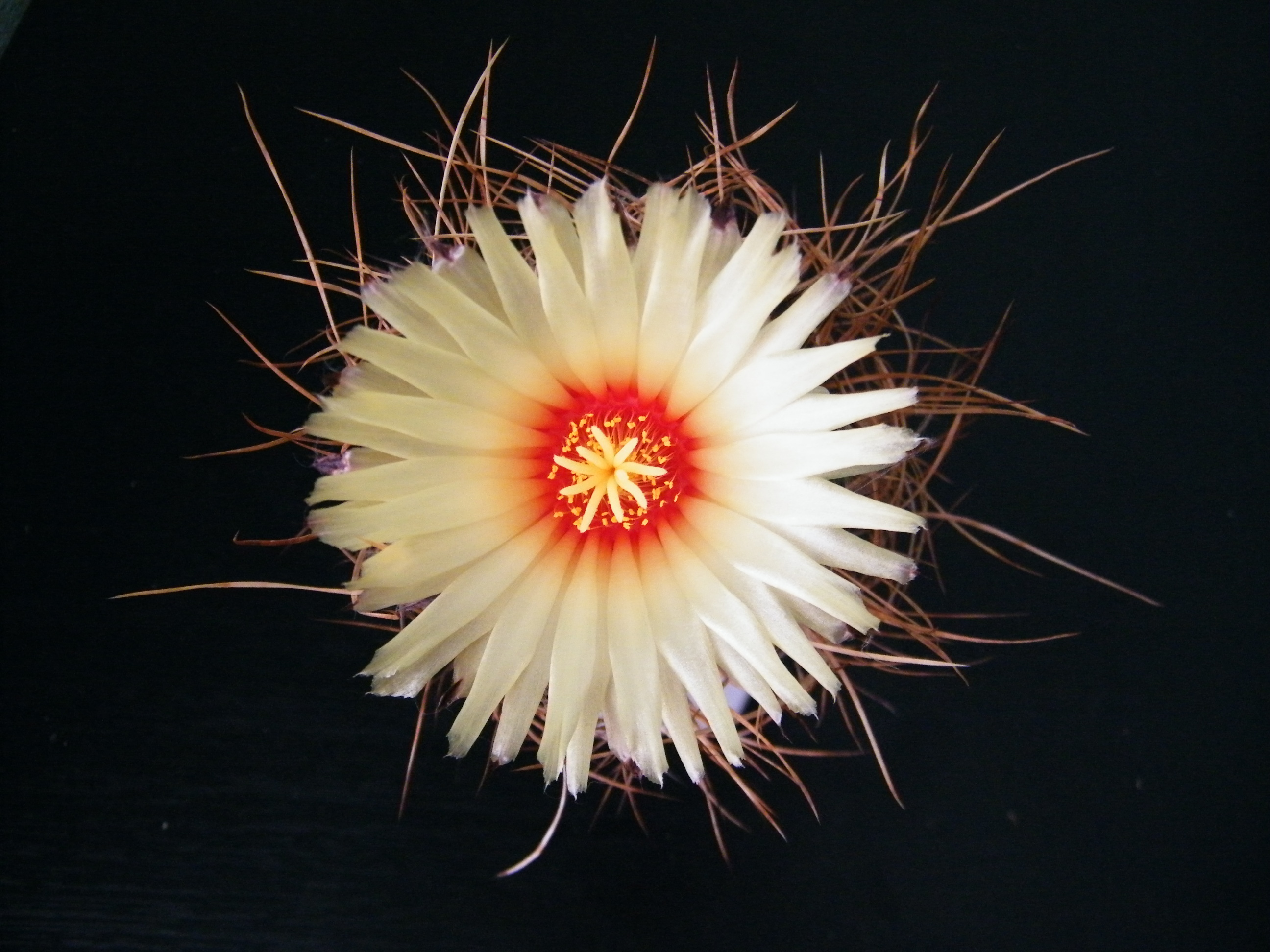
Квітка Astrophytum senile

Стебло зелене, кулясте, з віком циліндричне, без бічних пагонів. Крапчастий візерунок зберігається тільки на епідермісі молодих рослин. У природі найбільші екземпляри досягають 35 см заввишки та 15 см в діаметрі. Ребра (зазвичай 8) гострі, біля верхівки спірально закручуються. Ареоли овальні, з жовтим пухом.
Колючки (15-20) коричнево-чорні, м'які. Квіти жовті, з червонуватим центром, 5 см завдовжки і близько 6 см в діаметрі.
Плоди червоні, довгасті.
Батьківщина: Мексика.

## Різновиди
- Astrophytum senile v. aureum